# Scissilabra
Scissilabra is een geslacht van weekdieren uit de klasse van de Gastropoda (slakken).

## Soorten
- Scissilabra dalli Bartsch, 1907